# Anastasija Panasowicz
Anastasija Pietrowna Panasowicz (ros. Анастасия Петровна Панасович; ur. 5 lipca 2002) – kazachska zapaśniczka walcząca w stylu wolnym.
Brązowa medalistka mistrzostw Azji w 2024. Wicemistrzyni świata juniorów w 2022 roku.